# Eddie Guerrero
Eduardo Gory "Eddie" Guerrero Llanes (9. října 1967 – 13. listopadu 2005), známější jako Eddie Guerrero, byl mexicko-americký profesionální wrestler. 

## Kariéra
Zápasil v Mexiku a v Japonsku pro několik wrestlingových organizací. Později zápasil i ve Spojených státech, a to převážně World Championship Wrestling (WCW), Extreme Championship Wrestling (ECW) a World Wrestling Entertainment (WWE).
Navzdory tomu, že ztvárňoval záporáka, byl velmi oblíbeným a úspěšným. Byl široce považovaný za jednoho z nejvíce respektovaných a talentem obdarovaných wrestlerů v historii. 
Během své kariéry měl různé problémy s návykovými látkami, včetně alkoholu a závislosti na léky proti bolesti.

## Úmrtí
Dne 13. listopadu 2005 byl nalezen v bezvědomí v jeho hotelovém pokoji v Marriott Hotel City Center v Minneapolis. Jeho synovec Chavo Guerrero se ho pokusil resuscitovat. Pitva odhalila, že zemřel v důsledku akutního srdečního selhání v důsledku základního aterosklerotického kardiovaskulárního onemocnění. Je pohřben na Green Acres Memorial Park Cemetery ve Scottsdale.

## Ocenění a úspěchy
- AAA World Tag Team Championship (1 krát)
- AAA Hall of Fame (2008)
- ECW World Television Championship (2 krát)
- IWA Mid-South Heavyweight Championship (1 krát)
- LAWA Heavyweight Championship (1 krát)
- Junior Heavyweight Super Grade Tag League (1996)
- Best of the Super Juniors III (1996)
- PWF World Tag Team Championship (1 krát)
- WCW Cruiserweight Championship (2 krát)
- WCW United States Heavyweight Championship (1 krát)
- WWA International Cruiserweight Championship (1 krát)
- WWA Trios Championship (1 krát)
- WWA World Welterweight Championship (1 krát)
- WWE Championship (1 krát)
- WWF European Championship (2 krát)
- WWE United States Championship (1 krát)
- WWF/WWE Intercontinental Championship (2 krát)
- WWE Tag Team Championship (4 krát)
- WWE Hall of Fame (2006)
- WWE United States Championship Tournament (2003)